# Mieke Bal
Maria Gertrudis "Mieke" Bal (nascida em 14 de março de 1946) é uma teórica cultural holandesa, videoartista e Professora Emérita em Teoria Literária na Universidade de Amsterdã. Anteriormente, ela também foi Professora da Academia Real das Artes e Ciências dos Países Baixos e cofundadora da Escola de Análise Cultural de Amsterdã na Universidade de Amsterdã.